# Cheryl Salisbury
Cheryl Ann Salisbury (Newcastle, 8 marzo 1974) è un'ex calciatrice australiana, già capitano della nazionale di calcio femminile dell'Australia, della quale detiene, al novembre 2014, i record per presenze e reti siglate.
È stata tra le "Matildas" (le giocatrici della nazionale australiana) che hanno posato nude per un calendario sexy del 2000 (è sulla pagina di maggio). In un'intervista ha ribadito la convinzione che sia stata un'ottima decisione: «Oh, certamente. Voglio dire: ora cammini per strada e 7 su 10 sanno chi sono le Matildas, quindi penso sia stata una grande idea per le Matildas farlo».